# Тулии
Тулиите (Tullii; gens Tullia) е стара фамилия от Древен Рим с името Тулий (Tullius) и женска форма Тулия (Tullia). Името произлиза от рано изчезналото име (prenomen) Tullus (сравни името на цар Тул Хостилий). Прародител на фамилията е легендарният цар Сервий Тулий.
Италианското малко име Тулио (Tullio) е образувано от Тулий.

## Прочути с това име
- Сервий Тулий, шести цар на Древен Рим от 578 до 534 г. пр.н.е.
- Маний Тулий Лонг, консул 500 пр.н.е.
- Марк Тулий Декула, консул 81 пр.н.е.
- Марк Тулий Цицерон (Цицерон), консул 63 пр.н.е. и оратор
- Квинт Тулий Цицерон, генерал на Цезар и по-млад брат на Цицерон
- Марк Тулий Тирон, прочут освободен на Цицерон
- M. Квинт Тулий Максим, управител на провинция Тракия през 163 – 164 г. сл. Хр.

## Жени
- Тулия Старша, дъщеря на цар Сервий Тулий, съпруга на Тарквиний Горди
- Тулия Младша, дъщеря на цар Сервий Тулий
- Тулия, дъщерята на Цицерон

Тулиите от късната Римска република не произлизат директно от персони от ранната Република.